# Tsjechië op de Paralympische Winterspelen 2018
Tsjechië was een van de landen die deelnam aan de Paralympische Winterspelen 2018 in Pyeongchang, Zuid-Korea.

## Deelnemers en resultaten
(m) = mannen, (v) = vrouwen 

### Alpineskiën
| Paralympiër                            | Onderdeel                            | Resultaat | Prestatie      |
| -------------------------------------- | ------------------------------------ | --------- | -------------- |
| Pavel Bambousek                        | Afdaling, zittend (m)                | 19e       | 1:33.46        |
| Pavel Bambousek                        | Super G, zittend (m)                 | 20e       | 1:34.52        |
| Pavel Bambousek                        | Supercombinatie, zittend (m)         | 14e       | 2:37.47        |
| Pavel Bambousek                        | Reuzenslalom, zittend (m)            | DNF       | Niet gefinisht |
| Pavel Bambousek                        | Slalom, zittend (m)                  | DNF       | Niet gefinisht |
| Patrik Hetmer Gids: Miroslav Macala    | Afdaling, visueel beperkt (m)        | 6e        | 1:31.21        |
| Patrik Hetmer Gids: Miroslav Macala    | Super G, visueel beperkt (m)         | 10e       | 1:35.05        |
| Patrik Hetmer Gids: Miroslav Macala    | Supercombinatie, visueel beperkt (m) | 8e        | 2:28.71        |
| Patrik Hetmer Gids: Miroslav Macala    | Reuzenslalom, visueel beperkt (m)    | DNF       | Niet gefinisht |
| Patrik Hetmer Gids: Miroslav Macala    | Slalom, visueel beperkt (m)          | 8e        | 1:57.28        |
| Tadeas Kriz Gids: Radim Nevrly         | Reuzenslalom, visueel beperkt (m)    | 12e       | 2:32.48        |
| Tadeas Kriz Gids: Radim Nevrly         | Slalom, visueel beperkt (m)          | DNF       | Niet gefinisht |
| Miroslav Lidinsky                      | Afdaling, staand (m)                 | DNF       | Niet gefinisht |
| Miroslav Lidinsky                      | Super G, staand (m)                  | 30e       | 1:39.26        |
| Miroslav Lidinsky                      | Supercombinatie, staand (m)          | DNF       | Niet gefinisht |
| Miroslav Lidinsky                      | Reuzenslalom, staand (m)             | 26e       | 2:41.06        |
| Miroslav Lidinsky                      | Slalom, staand (m)                   | 21e       | 2:10.17        |
| Thomas Vaverka                         | Afdaling, staand (m)                 | 24e       | 1:37.83        |
| Thomas Vaverka                         | Super G, staand (m)                  | 29e       | 1:36.22        |
| Thomas Vaverka                         | Supercombinatie, staand (m)          | 15e       | 2:37.77        |
| Thomas Vaverka                         | Reuzenslalom, staand (m)             | 22e       | 2:31.78        |
|                                        |                                      |           |                |
| Anna Kuliskova Gids: Michaela Hubacova | Afdaling, visueel beperkt (v)        | DNF       | Niet gefinisht |
| Anna Kuliskova Gids: Michaela Hubacova | Super G, visueel beperkt (v)         | 11e       | 1:47.76        |
| Anna Kuliskova Gids: Michaela Hubacova | Supercombinatie, visueel beperkt (v) | DNF       | Niet gefinisht |

### Sledgehockey
| Paralympiër | Onderdeel     | Resultaat | Prestatie |
| --- | ------------- | --------- | --- |
| Pavel Dolezal Michal Geier Zdenek Habl Miroslav Hrbek Zdenek Klima Zdenek Krupicka Pavel Kubes Martin Kudela David Motycka Martin Novak David Palat Jiri Raul Zdenek Safranek Michal Vapenka Karel Wagner | Team, gemengd | 6e        | Groep B (3e) KOR - CZE: 3 - 2 USA - CZE: 10 - 0 CZE - JPN: 3 - 0 Kwalificatie plaats 5 t/m 8 CZE - SWE: 4 - 3 Plaats 5/6 NOR - CZE: 5 - 2 |

Andorra · Argentinië · Armenië · Australië · België · Bosnië en Herzegovina · Brazilië · Bulgarije · Canada · Chili · China · Denemarken · Duitsland · Finland · Frankrijk · Georgië · Griekenland · Groot-Brittannië · Hongarije · IJsland · Iran · Italië · Japan · Kazachstan · Kroatië · Mexico · Mongolië · Nederland · Nieuw-Zeeland · Noord-Korea · Noorwegen · Oekraïne · Oezbekistan · Oostenrijk · Polen · Roemenië · Servië · Slovenië · Slowakije · Spanje · Tadzjikistan · Tsjechië · Turkije · Verenigde Staten · Wit-Rusland · Zuid-Korea · Zweden · Zwitserland
Neutrale paralympische atleten